# 江南警察署 (愛知県)
江南警察署（こうなんけいさつしょ）は、愛知県警察が管轄する警察署の一つである。

## 所在地
- 愛知県江南市木賀町大門23番地

## 管轄区域
- 江南市
- 岩倉市
- 丹羽郡大口町

## 沿革
- 1948年：旧警察法制定により、愛知県警察部布袋警察署を廃止。自治体警察として布袋町警察、古知野町警察が発足する。周辺町村は国家地方警察の丹羽地区警察署の管轄になる。
- 1951年：布袋町警察、古知野町警察を廃止。国家地方警察丹羽地区警察署を分割して丹羽南地区警察署発足。
- 1954年7月：愛知県警察発足により、丹羽南地区警察署を管轄区域として、愛知県江南警察署が発足する。

## 組織
- 警務課
  - 警務係
  - 住民サービス係
  - 留置管理係
- 会計課
  - 会計係
- 生活安全課
  - 生活安全(第一係・第二係)
  - 少年係
  - 保安(第一係・第二係)
- 地域課
  - 地域総務係
  - 地域(第一係～第三係)
- 刑事課
  - 刑事総務係
  - 強行係
  - 盗犯係
  - 鑑識係
  - 知能係
  - 暴力薬物係
- 交通課
  - 交通総務係
  - 指導取締係
  - 事故捜査係
- 警備課
  - 警備係

## 幹部交番
（ ）の中は所在地

### 岩倉市
- 岩倉幹部交番（岩倉市中央町2丁目10番地1）

県道名古屋江南線中央町3丁目交差点から東へ約200メートル（名鉄岩倉駅から西へ徒歩約10分）

## 交番
（ ）の中は所在地

### 江南市
- 江南駅前交番（江南市古知野町朝日282番地）
- 東野交番（江南市東野町新田139番地）
- 和田交番（江南市和田町川東46番地2）
- 宮田交番（江南市後飛保町本郷30番地）
- 布袋交番（江南市北山町西283番地2）

### 大口町
- 大口交番（丹羽郡大口町丸1丁目38番地）

## 過去に存在した交番
（ ）の中は所在地
- 藤ヶ丘交番（江南市藤ヶ丘6丁目）
- 岩倉東交番（岩倉市東新町）